# Heliocopris antenor
Heliocopris antenor là một loài bọ cánh cứng trong họ Bọ hung (Scarabaeidae).

## Hình ảnh

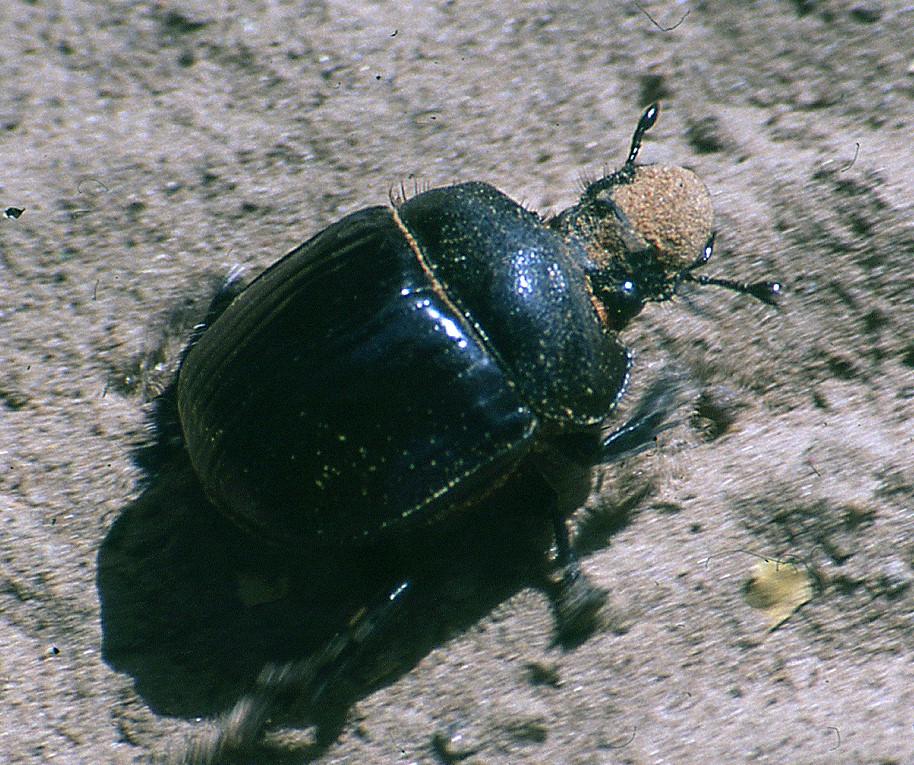
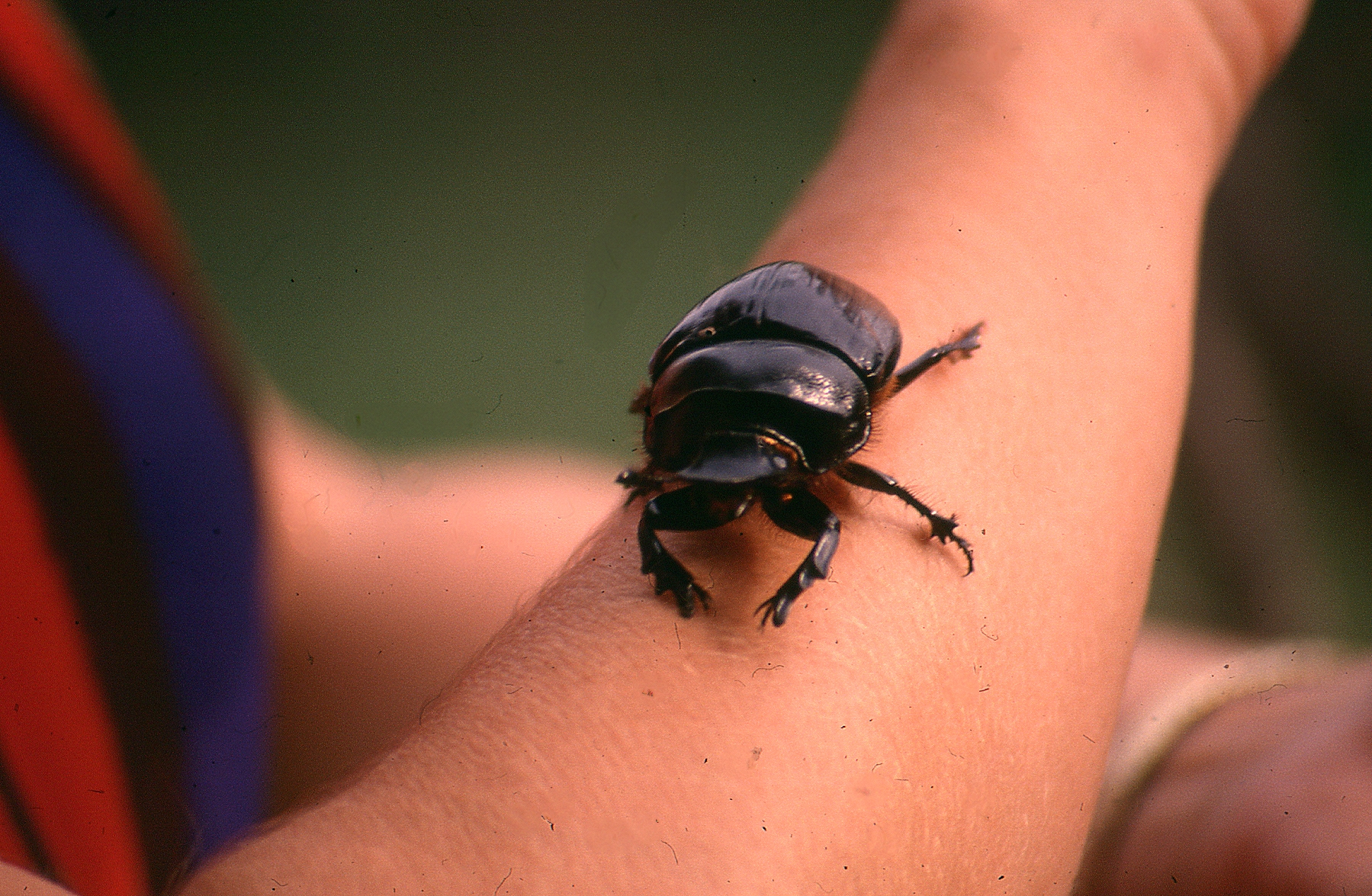
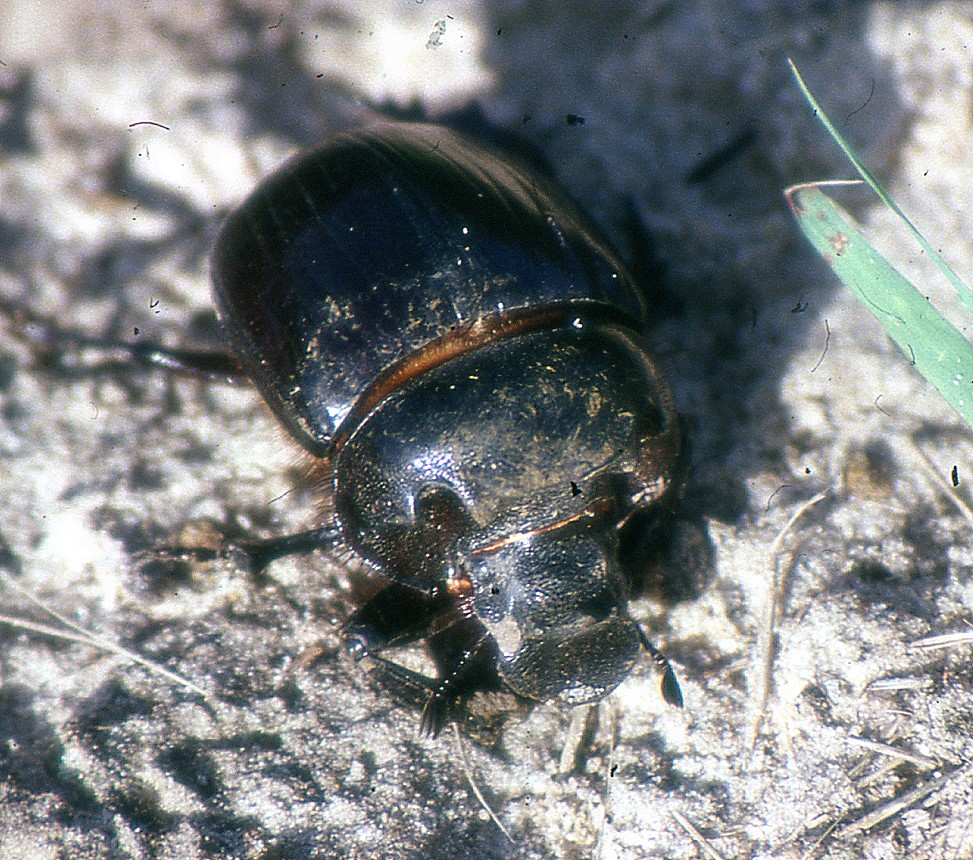
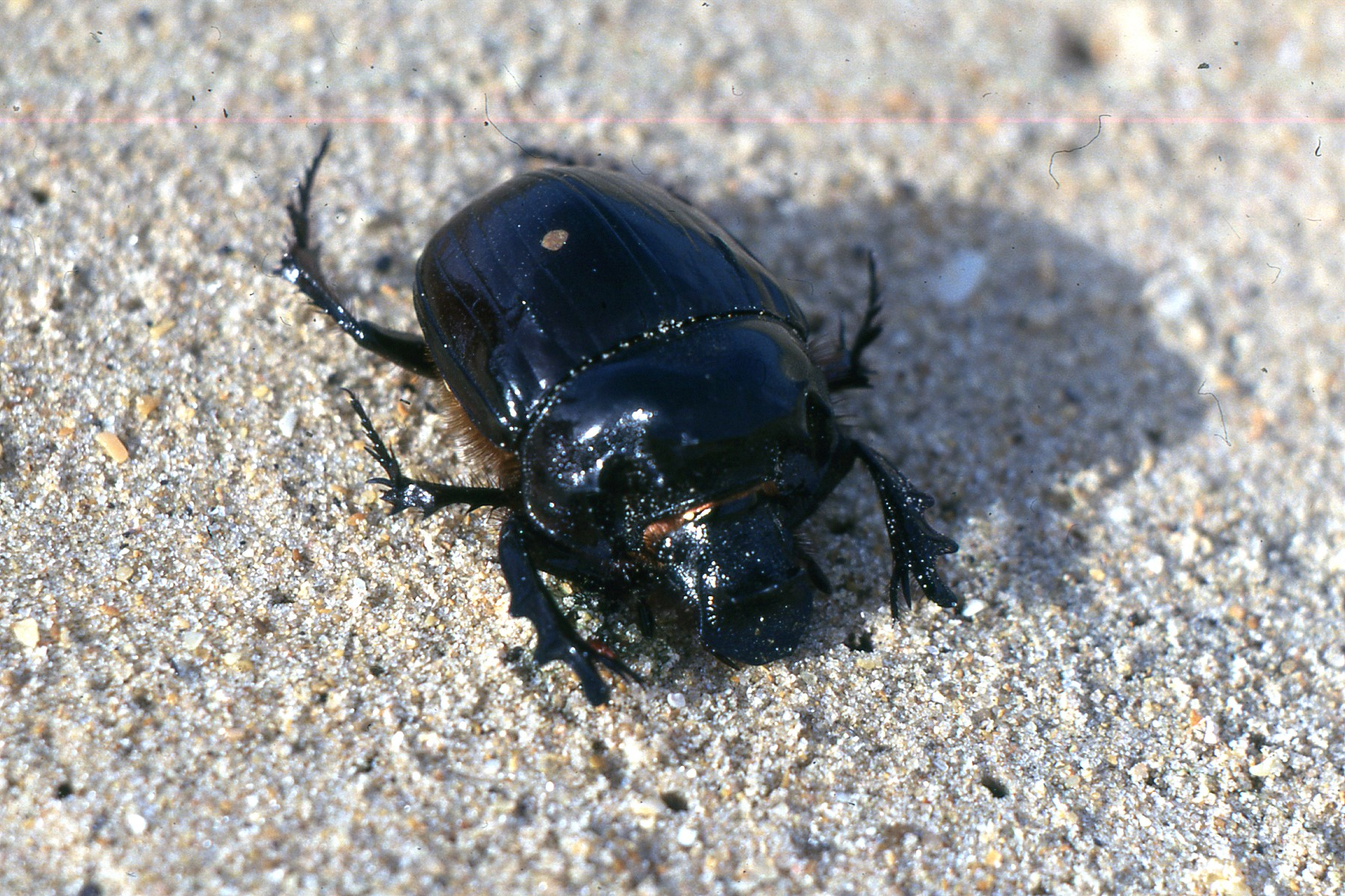